# عبد الله الريمي
عبد الله الريمي أو عبد الله أحمد الريمي (مواليد 1974 في تعز، اليمن)، وُصف بأنه "مجند مهم لتنظيم القاعدة"، وأصبح مطلوبًا في عام 2006 من قبل"مكتب التحقيقات الفيدرالي"، مطلوب فيما يتعلق بالتهديدات الإرهابية المحتملة ضد الولايات المتحدة." كان أحد 23 شخصًا فروا من سجن اليمن في صنعاء، بمن فيهم قائد خلية اليمن، فواز يحيى الربيعي. وبعد عدة أسابيع، أصبح مدرجًا على قائمة "المطلوبين" الرئيسيين الثلاثة لمكتب التحقيقات الفيدرالي، وهي قائمة مكتب التحقيقات الفيدرالي للحصول على معلومات - الحرب على الإرهاب. لا يُعرف عنه سوى القليل جدًا.
الأسماء المستعارة المدرجة من قبل مكتب التحقيقات الفيدرالي: عويس، زبير الريمي

## تفجير يو إس إس كول
في 12 أكتوبر 2000، أي قبل عام واحد من 11 سبتمبر، أصبح اليمن مسرحًا مبكرًا في الحرب على الإرهاب، عندما أسفر تفجير المدمرة يو إس إس كول عن مقتل 17 بحارًا أمريكيًا وإصابة 40 آخرين قبالة ساحل ميناء عدن، اليمن. في أعقاب ذلك، اعتقلت الحكومة اليمنية العديد من الإرهابيين المشتبه بهم، وكثير منهم تم التعرف عليهم على أنهم أعضاء في تنظيم القاعدة.
في 23 فبراير 2006 أكد مكتب التحقيقات الفيدرالي الأمريكي هروب سجناء من سجن يمني وأضاف الهارب عبد الله الريمي كإضافة جديدة إلى قائمة «البحث عن معلومات». كان مطلوبًا لاستجوابه فيما يتعلق بأي معلومات قد تكون لديه بشأن تفجير المدمرة يو إس إس كول.

## 12 فبراير 2002 حالة التأهب ضد الإرهاب
في أوائل عام 2002، وفقًا لتقرير لمكتب التحقيقات الفيدرالي، نتيجة للعمليات العسكرية الأمريكية في أفغانستان والمقابلات الجارية مع المعتقلين في خليج غوانتانامو، كوبا، أصبحت المعلومات متاحة في 11 فبراير 2002 بشأن التهديدات الموجهة للمصالح الأمريكية والتي أشارت إلى أن قد يكون الهجوم المخطط له على وشك الحدوث في الولايات المتحدة أو ضد المصالح الأمريكية في اليمن في اليوم التالي، 12 فبراير 2002 أو قرابة اليوم التالي. رداً على ذلك، في 11 فبراير 2002، أضاف مكتب التحقيقات الفيدرالي 17 إرهابياً مشتبهاً إلى قائمة «البحث عن المعلومات».[بحاجة لمصدر]
في 14 فبراير 2002، بعد عدة أيام من تنبيه مكتب التحقيقات الفيدرالي، تمت إزالة ستة من الأسماء، وأعاد مكتب التحقيقات الفيدرالي نشر القائمة على شكل أحد عشر اسمًا وصورة فقط، لأنه اكتشف أن الارتباك حول الترجمة الصوتية قد فشل في الكشف في البداية عن أن إزالة ستة إرهابيين مطلوبين كانوا بالفعل في السجن في اليمن.
وسواء تم إحباطه أو إجهاضه أو مجرد معلومات استخبارية محددة غير صحيحة، فإن هجوم 12 فبراير 2002 لم يحدث أبدًا. ومع ذلك، سرعان ما تبع ذلك هجمات ومؤامرات أخرى في اليمن.[بحاجة لمصدر]

## هروب جماعي من اليمن
في 3 فبراير 2006، هرب الريمي مع 22 آخرين، 12 منهم من أعضاء القاعدة، من سجن يمني في صنعاء، بحسب تقرير لبي بي سي. وبحسب ما ورد فروا عن طريق حفر نفق، 140 متراً، إلى مسجد قريب.
تمت إزالة الريمي من قائمة مكتب التحقيقات الفدرالي للحصول على معلومات - الحرب على الإرهاب في يونيو 2006. تمت إضافته مرة أخرى إلى القائمة في عام 2009.

## روابط خارجية
- Rewards for Justice